# 白尾金喉蜂鸟
白尾金喉蜂鸟（学名：Polytmus guainumbi）是雨燕目蜂鸟科的一种鸟类。
白尾金喉蜂鸟体重约5.2克，翼长约59.2毫米，嘴峰长约25.2毫米，喙宽度约2.8毫米，喙厚度约2.2毫米，跗蹠长约4毫米，尾长约40毫米。白尾金喉蜂鸟在其分布区内为留鸟，其栖息在开放的草原环境中，食性为草食性，主要食物来源是植物的花蜜。

## 亚种
- ：分布于哥伦比亚东部（南至梅塔省和比查达省）。
- ：分布于委内瑞拉至圭亚那、巴西北部和特立尼达岛。
- ：分布于玻利维亚东部至巴拉圭东部，巴西中部和东部以及阿根廷东北部。[4]